# 펠리피 마치오니
펠리피 마치오니 호지(Felipe Mattioni Rohde, 1988년 10월 15일~ )는 브라질의 축구 선수이다. 캄페오나투 가우슈의 노부암부르구에서 라이트 백로 뛰고있다. 2007년 그레미우 입단으로 프로축구선수로 데뷔하였다.